# 1950-es megyerendezés
Az 1950-es megyerendezés – a járásrendezéssel együtt – a tanácsrendszer magyarországi bevezetését megalapozó közigazgatási területi reform egyik eleme volt. Fő célja a szovjet mintára kialakítandó tanácsok számára alkalmas kereteket biztosító közigazgatási területi egységeknek a létrehozása volt. Ezzel összhangban minden mai megyét érintett, hasonló méretű módosításra korábban nemigen volt példa.
A rendezés eredményeként az ország a korábbi 25 megye és 14 törvényhatósági jogú város helyett 19 megyére és Budapestre oszlott, vagyis e közigazgatási területi egységek száma mintegy a felére csökkent. Emellett az új beosztás mind területi, mind népességi szempontból kiegyenlítettebb volt az addiginál.
A második világháborút követően az 1945-ös megyerendezés során kisebb-nagyobb módosítások történtek a megyei beosztásban. Ezek egy részét a magyar államterület újbóli megváltozása tette elkerülhetetlenné, és lényegében az 1938 előtti állapot visszaállítását jelentették, más részük már reformelemeket is tartalmazott a történelmileg kialakult megyehatárok legkirívóbb észszerűtlenségeinek megszüntetésére, viszont e döntések egy részének tényleges végrehajtására nem került sor. Ezek a változtatások azonban továbbra sem léptek túl a legszükségesebb mértéken, és az így kialakult megyebeosztást még mindig alkalmatlannak vélték a tanácsrendszer bevezetésére. Ezért került sor a teljes körű átalakításra 1950 folyamán.

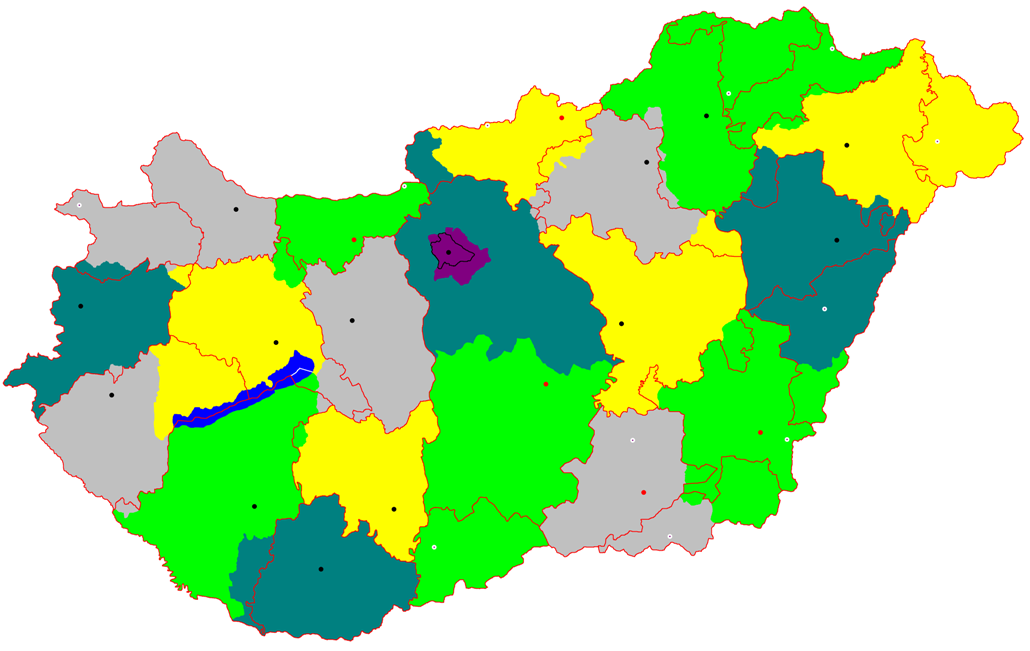
Magyarország megyebeosztása a megyerendezés előtt (piros határvonalakkal jelölt) és után

## A rendezés előtti megyebeosztás
1949 végén Magyarország 25 megyére és 14 törvényhatósági jogú városra oszlott. A megyei beosztás nagyjából megegyezett az 1938-ban érvényben lévővel, azonban a háború utáni években néhány módosításra is sor került. Az alkotmány hatályba lépésével a korábbi vármegye megjelölés 1949. augusztus 20-ától megszűnt.

## A megyerendezés jogszabályi keretei

Magyarország megyéi és törvényhatósági jogú városai a megyerendezés közbeni átmeneti állapotban, 1950. február 1. és március 15. között

Az 1950-es megyerendezést egy sor jogszabály együttesen valósította meg.
- 1949. évi XX. törvény a Magyar Népköztársaság Alkotmányáról

Az Alkotmány határozta meg az ország területi tagozódásának alapelveit és előírta, hogy a területi beosztás részleteiről a minisztertanács dönt.
- 1949. évi XXVI. törvény

A Budapest területének új megállapításáról szóló törvény alapján Pest-Pilis-Solt-Kiskun megye egy része (7 megyei város és 16 nagyközség) a főváros részévé vált, így létrejött Nagy-Budapest.
- 4.343/1949. (XII.14.) M.T. számú rendelet

Az Alkotmány felhatalmazása alapján a minisztertanács e rendeletben határozta meg az új megyék nevét, székhelyét és területét, egyúttal felhatalmazta a belügyminisztert a végrehajtás további részleteinek és az új beosztás hatálybalépése napjának meghatározására.
- 5.201/4/II–1/1950. (I.29.) B.M. számú rendelet
- 5.201/11/II–1/1950. (III.12.) B.M. számú rendelet

A belügyminiszter e két rendeletben hajtotta végre a minisztertanács által ráruházott feladatokat. Az elsőben tíz, az utóbbiban kilenc új megye megalakításáról intézkedett, február 1-jei, illetve március 16-ai hatályba lépéssel. E jogszabályok rendelkeztek a megyék között átcsatolt települések járási és jegyzőségi beosztásáról is, továbbá néhány esetben járások megszüntetéséről, létrehozásáról vagy székhelyének megváltoztatásáról.
- 1950. évi I. törvény a helyi tanácsokról

E törvény határozta meg az államhatalom új szerveinek működési és szervezeti rendjét. E törvény írta elő, hogy Budapest városi tanácsa a megyei tanácsokkal egy tekintet alá esik.

## Megyeszékhelyek a rendezés előtt és után
A rendezés előtt és után összesen 30 település töltött be megyeszékhely szerepkört. A rendezés során az addigi 25 megyeszékhely közül 11 elveszítette ezt a szerepét (Baja, Balassagyarmat, Berettyóújfalu, Esztergom, Gyula, Makó, Mátészalka, Sátoraljaújhely, Sopron, Szentes, Szikszó), 5 város pedig ekkor szerezte meg (Békéscsaba, Hódmezővásárhely, Kecskemét, Salgótarján, Tatabánya).
1950 előtt mindig voltak olyan megyeszékhelyek Magyarországon, melyeknek nem volt városi címe, közvetlenül a rendezés előtt három (Berettyóújfalu, Mátészalka, Szikszó). 1950-ben jött létre először olyan a helyzet, hogy valamennyi megye székhelye városban volt.
Meg kell még jegyezni, hogy a törvényhatósági jogú városok és a mai megyeszékhelyek közül egyedül Szeged nem szerepel a felsorolásban, ugyanis nem volt megyeszékhely se a rendezés előtt, se közvetlenül utána. Csongrád megye székhelye 1950-ig Szentes volt, 1950-1962 között pedig Hódmezővásárhely, Szeged csupán ekkor vette át e szerepet.
| Székhely         | Jogállás                   | A rendezés előtt | A rendezés után                                                                     |
| ---------------- | -------------------------- | --- | ----------------------------------------------------------------------------------- |
| Baja             | törvényhatósági jogú város | Bács-Bodrog megye székhelye 1921-től 1941-ig 1944-től 1950-ig                                                         | nem megyeszékhely                                                                   |
| Balassagyarmat   | megyei város               | Nógrád-Hont megye székhelye 1923-tól 1938-ig 1945-től 1950-ig                                                         | nem megyeszékhely                                                                   |
| Békéscsaba       | törvényhatósági jogú város | nem megyeszékhely | Békés megye székhelye 1950-től                                                      |
| Berettyóújfalu   | nagyközség                 | Bihar megye székhelye 1920-tól 1940-ig 1945-től 1950-ig                                                               | nem megyeszékhely                                                                   |
| Budapest         | főváros                    | Pest-Pilis-Solt-Kiskun megye székhelye                                                                                | Pest megye székhelye                                                                |
| Debrecen         | törvényhatósági jogú város | Hajdú megye székhelye                                                                                                 | Hajdú-Bihar megye székhelye                                                         |
| Eger             | megyei város               | Heves megye székhelye                                                                                                 | Heves megye székhelye                                                               |
| Esztergom        | megyei város               | Komárom-Esztergom megye székhelye 1923-tól 1938-ig 1945-től 1950-ig Esztergom vármegye székhelye 1938-tól 1945-ig     | nem megyeszékhely                                                                   |
| Győr             | törvényhatósági jogú város | Győr-Moson megye székhelye                                                                                            | Győr-Sopron megye székhelye                                                         |
| Gyula            | megyei város               | Békés megye székhelye XV. századtól 1950-ig                                                                           | nem megyeszékhely                                                                   |
| Hódmezővásárhely | törvényhatósági jogú város | nem megyeszékhely | Csongrád megye székhelye 1950-től 1962-ig                                           |
| Kaposvár         | törvényhatósági jogú város | Somogy megye székhelye                                                                                                | Somogy megye székhelye                                                              |
| Kecskemét        | törvényhatósági jogú város | nem megyeszékhely | Bács-Kiskun megye székhelye 1950-től                                                |
| Makó             | megyei város               | Csanád-Arad-Torontál vármegye székhelye 1923-tól 1945-ig Csanád megye székhelye 1945-től 1950-ig                      | nem megyeszékhely                                                                   |
| Mátészalka       | nagyközség                 | Szatmár vármegye székhelye 1920-tól 1923-ig 1945-től 1950-ig Szatmár-Ugocsa-Bereg vármegye székhelye 1923-tól 1940-ig | nem megyeszékhely                                                                   |
| Miskolc          | törvényhatósági jogú város | Borsod-Gömör megye székhelye                                                                                          | Borsod-Abaúj-Zemplén megye székhelye                                                |
| Nyíregyháza      | megyei város               | Szabolcs megye székhelye                                                                                              | Szabolcs-Szatmár megye székhelye                                                    |
| Pécs             | törvényhatósági jogú város | Baranya megye székhelye                                                                                               | Baranya megye székhelye                                                             |
| Salgótarján      | megyei város               | nem megyeszékhely | Nógrád megye székhelye 1950-től                                                     |
| Sátoraljaújhely  | megyei város               | Zemplén megye székhelye 1938-tól 1945-ig                                                                              | nem megyeszékhely                                                                   |
| Sopron           | törvényhatósági jogú város | Sopron megye székhelye XI. századtól 1950-ig                                                                          | nem megyeszékhely                                                                   |
| Szekszárd        | megyei város               | Tolna megye székhelye                                                                                                 | Tolna megye székhelye                                                               |
| Szentes          | megyei város               | Csongrád megye székhelye 1883-tól 1950-ig                                                                             | nem megyeszékhely                                                                   |
| Székesfehérvár   | törvényhatósági jogú város | Fejér megye székhelye                                                                                                 | Fejér megye székhelye                                                               |
| Szikszó          | nagyközség                 | Abaúj-Torna vármegye székhelye 1920-tól 1938-ig Abaúj megye székhelye 1945-től 1950-ig                                | nem megyeszékhely                                                                   |
| Szolnok          | megyei város               | Jász-Nagykun-Szolnok megye székhelye                                                                                  | Szolnok megye székhelye                                                             |
| Szombathely      | törvényhatósági jogú város | Vas megye székhelye                                                                                                   | Vas megye székhelye                                                                 |
| Tatabánya        | megyei város               | nem megyeszékhely | Komárom megye székhelye 1950-től 1990-ig Komárom-Esztergom megye székhelye 1990-től |
| Veszprém         | megyei város               | Veszprém megye székhelye                                                                                              | Veszprém megye székhelye                                                            |
| Zalaegerszeg     | megyei város               | Zala megye székhelye                                                                                                  | Zala megye székhelye                                                                |

## Az új megyék neve és székhelye
Az új megyei beosztásról szóló minisztertanácsi rendelet a belügyminisztert hatalmazta fel a
hatálybalépés időpontjának meghatározására. Ennek alapján két miniszteri rendelet kiadására került sor 1950. január 29-én és március 12-én, tehát az új területi beosztás két részletben lépett hatályba. A miniszteri rendeletek intézkedtek a járási beosztásnak a megyehatárok módosítása miatt szükséges kiigazításairól is.
Komárom és Nógrád megye esetében a megyei tanács végrehajtó bizottsága csak 1952-ben költözött át Balassagyarmatról Salgótarjánba illetve Esztergomból Tatabányára, addig tehát a korábbi két megyeszékhely átmenetileg megőrizte e szerepét.
Meg kell jegyezni azt is, hogy egyes állami szervek gyakran nem a megyeszékhelyen voltak megtalálhatók 1950 után sem. Így a Komárom megyei bíróság székhelye csak az 1980-as években került Esztergomból Tatabányára, a Békés illetve Nógrád megyei bíróság székhelye pedig 2000 után is Gyulán illetve Balassagyarmaton van.
| Megye                      | Székhely         | Hatálybalépés     |
| -------------------------- | ---------------- | ----------------- |
| Baranya megye              | Pécs             | 1950. február 1.  |
| Bács-Kiskun megye          | Kecskemét        | 1950. február 1.  |
| Békés megye                | Békéscsaba       | 1950. március 16. |
| Borsod-Abaúj-Zemplén megye | Miskolc          | 1950. március 16. |
| Csongrád megye             | Hódmezővásárhely | 1950. március 16. |
| Fejér megye                | Székesfehérvár   | 1950. február 1.  |
| Győr-Sopron megye          | Győr             | 1950. március 16. |
| Hajdú-Bihar megye          | Debrecen         | 1950. március 16. |
| Heves megye                | Eger             | 1950. február 1.  |
| Komárom megye              | Tatabánya        | 1950. március 16. |
| Nógrád megye               | Salgótarján      | 1950. február 1.  |
| Pest megye                 | Budapest         | 1950. február 1.  |
| Somogy megye               | Kaposvár         | 1950. február 1.  |
| Szabolcs-Szatmár megye     | Nyíregyháza      | 1950. március 16. |
| Szolnok megye              | Szolnok          | 1950. február 1.  |
| Tolna megye                | Szekszárd        | 1950. február 1.  |
| Vas megye                  | Szombathely      | 1950. február 1.  |
| Veszprém megye             | Veszprém         | 1950. március 16. |
| Zala megye                 | Zalaegerszeg     | 1950. március 16. |

## Az új megyék részletesen

### Baranya megye

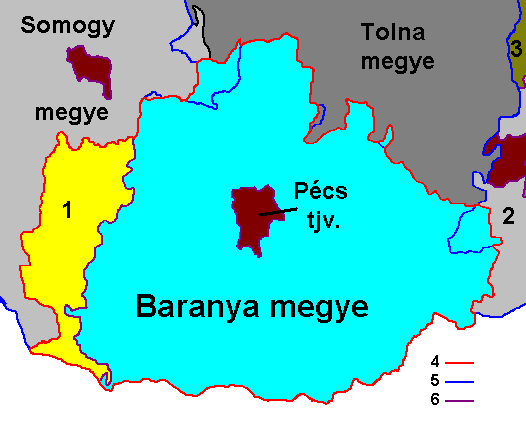
Baranya megye 1950-től

Baranya megye új területe 1950. február 1-jétől az alábbiak szerint alakult:
- Baranya megye addigi területe,
- Somogy megyéből (e terület jele a térképen: 1)
  - a Barcsi járásból Felsőszentmárton község,
  - a Szigetvári járás
    - kivéve Magyarlad, Németlad és Patosfa községeket.

Pécs 1950. június 15. napjától lett a megye része, amikor a törvényhatósági jogú városi jogállás az egész országban megszűnt.

### Bács-Kiskun megye
Bács-Kiskun megye 1950. február 1-jén alakult meg a következő területekből:
- Bács-Bodrog megye teljes területe,
- Pest-Pilis-Solt-Kiskun megyéből az alábbi területek:
  - a Dunavecsei, Kalocsai, Kiskőrösi, Kiskunfélegyházi és Kunszentmiklósi járások teljes területe,
  - az Alsódabasi járásból Kunbaracs, Ladánybene és Lajosmizse községek,
  - Kalocsa, Kiskunfélegyháza és Kiskunhalas megyei városok.

A megyerendezéssel egyidejűleg új járás alakult Kecskemét székhellyel.
Baja és Kecskemét 1950. június 15. napjától lett a megye része, amikor a törvényhatósági jogú városi jogállás az egész országban megszűnt.

### Békés megye
Békés megye új területe 1950. március 16-ától az alábbiak szerint alakult:
- Békés megye addigi területe, kivéve
  - a Szolnok megyéhez csatolt Öcsöd községet,
- a megszűnő Csanád megyéből az alábbi területek:
  - a Battonyai és a Mezőkovácsházi járások teljes területe,
  - a Központi járásból Nagykopáncs község,
- Bihar megyéből a Cséffa-Nagyszalontai járás,
- Jász-Nagykun-Szolnok megyéből Dévaványa és Pusztaecseg községek,
- a Hódmezővásárhely területéből szervezett Kardoskút község.

Békéscsaba 1950. június 15. napjától lett a megye része, amikor a törvényhatósági jogú városi jogállás az egész országban megszűnt.

### Borsod-Abaúj-Zemplén megye

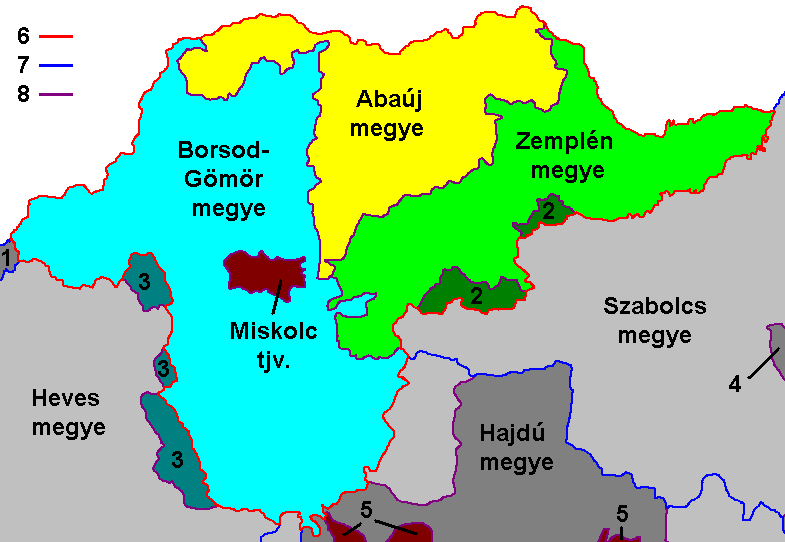
Borsod-Abaúj-Zemplén megye kialakítása 1950-ben

Borsod-Abaúj-Zemplén megye 1950. március 16-án alakult meg a következő területekből:
- Borsod-Gömör megye területe
  - kivéve az 1950. február 1-jén Heves megyéhez csatolt Borsodszemere, Egerfarmos, Nagyvisnyó, Noszvaj, Novaj, Szihalom és Szilvásvárad községeket (e terület jele a térképen: 3),
- Abaúj megye teljes területe,
- Zemplén megye teljes területe,
- Szabolcs megyéből Báj, Csobaj, Kenézlő, Prügy, Taktakenéz, Tiszaladány, Tiszatardos, Viss és Zalkod községek (e terület jele a térképen: 2).

Miskolc 1950. június 15. napjától lett a megye része, amikor a törvényhatósági jogú városi jogállás az egész országban megszűnt.

### Csongrád megye
Csongrád megye új területe 1950. március 16-ától az alábbiak szerint alakult:
- Csongrád megye teljes addigi területe,
- a megszűnő Csanád megyéből az alábbi területek:
  - a Központi járás, kivéve
    - a Békés megyéhez csatolt Nagykopáncs községet

  - a Torontáli járás teljes területe,
  - Makó megyei város.

Hódmezővásárhely és Szeged 1950. június 15. napjától lett a megye része, amikor a törvényhatósági jogú városi jogállás az egész országban megszűnt.

### Fejér megye
Fejér megye új területe 1950. február 1-jétől az alábbiak szerint alakult:
- Fejér megye addigi területe, kivéve
  - a Komárom megyéhez csatolt Bakonysárkány községet,
- Veszprém megye Enyingi járásából Balatonbozsok, Dég, Enying, Lajoskomárom, Lepsény, Mezőkomárom, Mezőszentgyörgy és Mezőszilas községek,
- Somogy megyéből Szabadhidvég község.

Székesfehérvár 1950. június 15. napjától lett a megye része, amikor a törvényhatósági jogú városi jogállás az egész országban megszűnt.

### Győr-Sopron megye

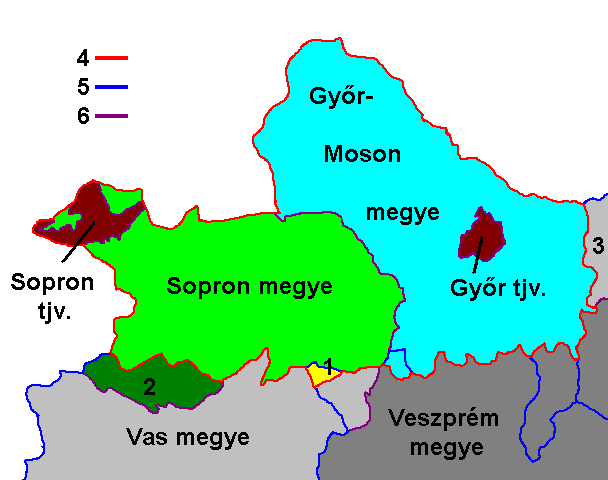
Győr-Sopron megye 1950-től

Győr-Sopron megye 1950. március 16-án alakult meg a következő területekből:
- Győr-Moson megye teljes területe,
- Sopron megye területe, kivéve
  - az 1950. február 1-jén a Csepregi járásból Vas megyéhez csatolt Csepreg, Bő, Bük, Chernelházadamonya, Horvátzsidány, Iklanberény, Kiszsidány, Lócs, Mesterháza, Nagygeresd, Nemesládony, Ólmod, Peresznye, Sajtoskál, Simaság és Tompaládony községeket (e terület jele a térképen: 2),
- Vas megyéből Kemenesszentpéter község (jele a térképen: 1).

Győr és Sopron 1950. június 15. napjától lett a megye része, amikor a törvényhatósági jogú városi jogállás az egész országban megszűnt.

### Hajdú-Bihar megye
Hajdú-Bihar megye 1950. március 16-án alakult meg a következő területekből:
- Hajdú megye teljes területe,
- Bihar megye területe, kivéve
  - a Békés megyéhez csatolt Cséffa-Nagyszalontai járást,
- Szabolcs megyéből Görbeháza, Nyíracsád, Nyíradony, Polgár, Tiszagyulaháza, Újszentmargita és Újtikos községek.

A megyerendezéssel egyidejűleg új járás alakult Polgár székhellyel.
Debrecen 1950. június 15. napjától lett a megye része, amikor a törvényhatósági jogú városi jogállás az egész országban megszűnt.

### Heves megye
Heves megye új területe 1950. február 1-jétől az alábbiak szerint alakult:
- Heves megye addigi területe, kivéve
  - a Nógrád megyéhez csatolt Dorogháza, Hasznos, Maconka, Mátramindszent, Nagybátony, Nádújfalu, Pásztó, Szuha, Szurdokpüspöki és Tar községeket,
  - a Szolnok megyéhez csatolt Nagyiván, Örvény, Tiszafüred, Tiszaigar, Tiszaörs és Tiszaszőlős községeket,
- Borsod-Gömör megyéből Borsodszemere, Egerfarmos, Nagyvisnyó, Noszvaj, Novaj, Szihalom és Szilvásvárad községek,
- Nógrád-Hont megyéből Heréd, Lőrinci, Nagykökényes és Zagyvaszántó községek,
- Pest-Pilis-Solt-Kiskun megyéből Boldog és Kerekharaszt községek.

A megyerendezéssel egyidejűleg február 1-jén alakult meg Heves megye új közigazgatási egységeként a Füzesabonyi járás.

### Komárom megye

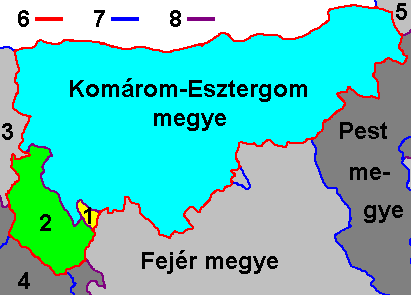
Komárom megye 1950-től

Komárom megye új területe 1950. március 16-ától az alábbiak szerint alakult:
- Komárom-Esztergom megye teljes területe,
- Veszprém megyéből Ácsteszér, Aka, Bakonybánk, Bakonyszombathely, Bársonyos, Csatka, Hánta, Kerékteleki, Réde, Súr községek (e terület jele a térképen: 2),
- Fejér megyéből Bakonysárkány község (jele a térképen: 1).

### Nógrád megye
Nógrád megye új területe 1950. február 1-jétől az alábbiak szerint alakult:
- Nógrád-Hont megye addigi területe, kivéve
  - a Pest megyéhez csatolt Szobi járást,
  - a Heves megyéhez csatolt Heréd, Lőrinci, Nagykökényes és Zagyvaszántó községeket,
- Heves megyéből Dorogháza, Hasznos, Maconka, Mátramindszent, Nagybátony, Nádújfalu, Pásztó, Szuha, Szurdokpüspöki és Tar községek.

A megyerendezéssel egyidejűleg az addig Nógrád-Hont megyéhez tartozott Sziráki járás megszűnt és  Pásztó székhellyel új járás alakult.

### Pest megye
Pest megye új területe 1950. február 1-jétől az alábbiak szerint alakult:
- Pest-Pilis-Solt-Kiskun megyéből az alábbi területek:
  - az Abonyi, Budakörnyéki, Gödöllői, Gyömrői, Központi, Monori, Nagykátai, Ráckevei, Szentendrei és Váci járások teljes területe,
  - az Alsódabasi járás, kivéve
    - a Bács-Kiskun megyéhez csatolt Kunbaracs, Ladánybene és Lajosmizse községeket,

  - az Aszódi járás, kivéve
    - a Heves megyéhez csatolt Boldog és Kerekharaszt községeket,

  - Cegléd, Nagykőrös, Szentendre és Vác megyei városok,
- Nógrád-Hont megyéből a Szobi járás teljes területe.

### Somogy megye

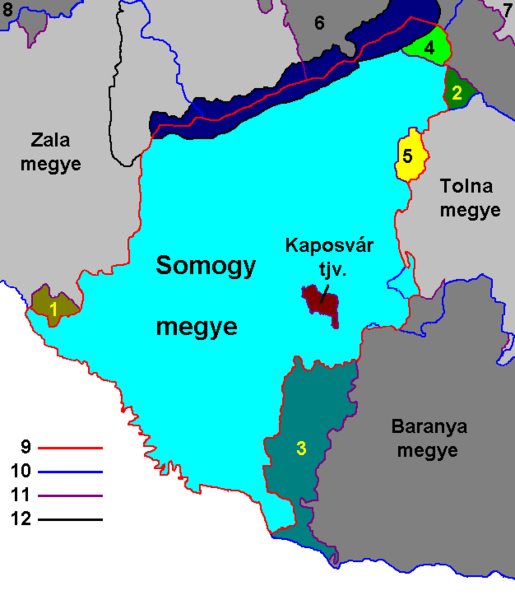
Somogy megye 1950-től

Somogy megye új területe 1950. február 1-jétől az alábbiak szerint alakult:
- Somogy megye addigi területe, kivéve
  - a Zala megyéhez csatolt Belezna, Nemespátró és Surd községeket (a térképen: 1),
  - a Fejér megyéhez csatolt Szabadhidvég községet (a térképen: 2),
  - a Barcsi járásból Baranya megyéhez csatolt Felsőszentmárton községet és Magyarlad, Németlad és Patosfa községek kivételével a Szigetvári járást (a térképen: 3),
- Veszprém megyéből Balatonszabadi, Siófok és Siómaros községek (a térképen: 4),
- Tolna megyéből Bedegkér, Kánya és Tengőd községek (a térképen: 5).

Kaposvár 1950. június 15. napjától lett a megye része, amikor a törvényhatósági jogú városi jogállás az egész országban megszűnt.

### Szabolcs-Szatmár megye
Szabolcs-Szatmár megye 1950. március 16-án alakult meg a következő területekből:
- Szatmár-Bereg megye teljes területe,
- Szabolcs megye területe, kivéve
  - a Borsod-Abaúj-Zemplén megyéhez csatolt Báj, Csobaj, Kenézlő, Prügy, Taktakenéz, Tiszaladány, Tiszatardos, Viss és Zalkod községeket,
  - a Hajdú-Bihar megyéhez csatolt Görbeháza, Nyíracsád, Nyíradony, Polgár, Tiszagyulaháza, Újszentmargita és Újtikos községeket.

A megyerendezéssel egyidejűleg a Ligetaljai járás megszűnt.

### Szolnok megye
Szolnok megye új területe 1950. február 1-jétől az alábbiak szerint alakult:
- Jász-Nagykun-Szolnok megye addigi területe, kivéve
  - a Békés megyéhez csatolt Dévaványa és Pusztaecseg községeket,
- Békés megyéből Öcsöd község,
- Heves megyéből Nagyiván, Örvény, Tiszafüred, Tiszaigar, Tiszaörs és Tiszaszőlős községek.

### Tolna megye
Tolna megye új területe 1950. február 1-jétől az alábbiak szerint alakult:
- Tolna megye addigi területe, kivéve
  - a Somogy megyéhez csatolt Bedegkér, Kánya és Tengőd községeket.

### Vas megye
Vas megye új területe 1950. február 1-jétől az alábbiak szerint alakult:
- Vas megye addigi területe, kivéve
  - a Zala megyéhez csatolt Egervár, Gősfa és Vasboldogasszony községeket,
  - a Veszprém megyéhez csatolt Egyházaskesző, Kemeneshőgyész, Magyargencs és Várkesző községeket,
  - a Győr-Sopron megyéhez csatolt Kemenesszentpéter községet,
- Sopron megyéből Csepreg, Bő, Bük, Chernelházadamonya, Horvátzsidány, Iklanberény, Kiszsidány, Lócs, Mesterháza, Nagygeresd, Nemesládony, Ólmod, Peresznye, Sajtoskál, Simaság és Tompaládony községek.

Szombathely 1950. június 15. napjától lett a megye része, amikor a törvényhatósági jogú városi jogállás az egész országban megszűnt.

### Veszprém megye
Veszprém megye új területe 1950. március 16-ától az alábbiak szerint alakult:
- Veszprém megye addigi területe, kivéve
  - a Fejér megyéhez csatolt Balatonbozsok, Dég, Enying, Lajoskomárom, Lepsény, Mezőkomárom, Mezőszentgyörgy és Mezőszilas községeket,
  - a Komárom megyéhez csatolt Ácsteszér, Aka, Bakonybánk, Bakonyszombathely, Bársonyos, Csatka, Hánta, Kerékteleki, Réde és Súr községeket,
  - a Somogy megyéhez csatolt Balatonszabadi, Siófok és Siómaros községeket,
- Zala megyéből a Keszthelyi, Sümegi és Tapolcai járások teljes területe,
- Vas megyéből Egyházaskesző, Kemeneshőgyész, Magyargencs és Várkesző községek.

### Zala megye

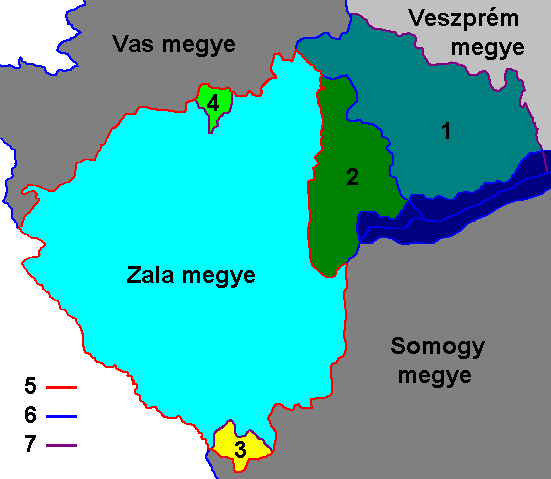
Zala megye 1950-től

Zala megye új területe 1950. március 16-ától az alábbiak szerint alakult:
- Zala megye addigi területe, kivéve
  - a Keszthelyi, Sümegi és Tapolcai járásokat (e terület jele a térképen: 1 és 2),
- Somogy megyéből Belezna, Nemespátró és Surd községek (e terület jele a térképen: 3),
- Vas megyéből Egervár, Gősfa és Vasboldogasszony községek (e terület jele a térképen: 4).

## A megyerendszer változásai a következő évtizedekben
Az 1950-ben kialakult megyerendszer nagyobb részben több mint fél évszázada alig változott, amire nem volt példa Magyarország történelmének utolsó három évszázadában. Megyeszékhely áthelyezésére egyetlen alkalommal került sor: 1962-ben a sokkal népesebb Szegedre került át Csongrád megye székhelye Hódmezővásárhelyről. A megyehatárok néhány helyen kisebb mértékben módosultak néhány község átcsatolásával (például Bakonycsernye 1956-ban Veszprémtől Fejér megyébe került), az egyetlen nagyobb léptékű változás Keszthely és a Keszthelyi járás visszacsatolása volt Veszprémtől Zala megyéhez 1978. december 31-én.
1954-ben Debrecen, Miskolc, Pécs és Szeged városokat megyei jogú városként kiemelték megyéik fennhatósága alól, 1971-ben azonban ez a helyzet megszűnt. Egyidejűleg azonban létrehozták a megyei városi jogállást az említett négy város és egy ötödik, Győr számára. A megyei városok sok tekintetben kiemelt hatáskörrel rendelkeztek, de nem voltak függetlenek a megyéktől, melyekhez tartoztak. 1989-ben újabb három város (Kecskemét, Nyíregyháza és Székesfehérvár) lett megyei város, 1990-ben azonban a megyei városi jogállás megszűnt.
1990-ben négy megyeátnevezés történt: Győr-Sopron megye neve Győr-Moson-Sopronra, Szolnoké Jász-Nagykun-Szolnokra módosult, Komárom megyének Komárom-Esztergom, míg Szabolcs-Szatmárnak Szabolcs-Szatmár-Bereg lett az új neve. Emellett ismét megyei jogú városok jöttek létre. Ez utóbbiak azonban a korábbiakkal ellentétben nem alkotnak önálló, a megyéktől különálló közigazgatási területi egységet, és számuk jóval nagyobb: 1990-ben 20 megyei jogú város alakult, 1994-ben újabb kettő, 2006-ban még egy, végül 2022-ben további kettő. Napjainkban megyei jogú város az összes megyeszékhely (Budapest kivételével) és még hét nagyobb város. 2020-ban egy újabb megyeátnevezés történt: Csongrád megye június 4-től (a trianoni békeszerződés 100. évfordulója napjától) a Csongrád-Csanád nevet viseli.
1990 után a megyehatárok csupán néhány helyen módosultak kisebb mértékben. A legjelentősebb, az ország közigazgatási térképén látványos nyomot hagyó változás az volt, hogy Veszprém megye összesen 11 települése került át Győr-Moson-Sopron megyébe három hullámban: 1992-ben (Csikvánd, Gyarmat és Szerecseny, mindhárom Győr vármegyéhez majd Győr-Sopron megyéhez tartozott 1954-ig), 1999-ben (Bakonypéterd és Lázi) és 2002-ben (Bakonygyirót, Bakonyszentlászló, Fenyőfő, Románd, Sikátor és Veszprémvarsány). Bács-Kiskun megyéhez csatolták 1996-ban Baranya megyétől Dunafalvát és 1999-ben Jász-Nagykun-Szolnok megyétől Tiszaugot, Komárom-Esztergom megyéhez pedig Fejér megyétől Szárligetet 1999-ben. 2013-ban pedig szintén Veszprém megyétől Somogy megyéhez csatolták Balatonvilágost.
Az Alaptörvény 11. módosításával 2023. első napjától ismét vármegyéknek nevezik a megyéket.

## Lásd még
- 1950-es járásrendezés
- 1923-as megyerendezés
- 1876-os megyerendezés